# Any Way That You Want Me
Any Way That You Want Me är en popballad skriven av Chip Taylor, som blev en hit först med The Troggs sent 1966 i Europa, och en medelstor hit 1969 med Evie Sands i USA. För The Troggs innebar denna låt ett skifte i sin musik då det var deras första ballad att ges ut som singel. Deras tidigare låtar "Wild Thing" och "I Can't Control Myself" var i betydligt rockigare stil.
Evie Sands version av låten toppade på plats 53 på Billboard Hot 100 i november 1969.

## Listplaceringar
| Lista (1966-1967) | Position          |
| ----------------- | ----------------- |
| Danmark           | 16 (DR "Top 20")  |
| Frankrike         | 78                |
| Irland            | 11                |
| Nederländerna     | 9                 |
| Storbritannien    | 8                 |
| Sverige           | 12 (Kvällstoppen) |
| Sverige           | 5 (Tio i topp)    |
| Västtyskland      | 13                |